# Braniewo
Braniewo é um município da Polônia, na voivodia da Vármia-Masúria e no condado de Braniewo. Estende-se por uma área de 12,41 km², com 17 074 habitantes, segundo os censos de 2017, com uma densidade de 1381,0 hab/km².